# Finala Cupei Africii pe Națiuni 2013
Finala Cupei Africii pe Națiuni 2013 a fost un meci de fotbal ce a avut loc la 10 februarie 2013 pentru a desemna câștigătorul  Cupa Africii pe Națiuni 2013, turneul african organizat de Confederation of African Football (CAF). Partida s-a jucat pe FNB Stadium din Johannesburg, aceasta găzduind și finala Campionatului Mondial de Fotbal 2010. Ceremonia de închidere a turneului a avut loc înainte de fluierul de început. Cele două finaliste au fost Nigeria și Burkina Faso. 
Sunday Mba a înscris singurul gol al meciului și  Nigeria s-a impus în finală cu scorul de 1–0. Nigeria va reprezenta CAF la Cupa Confederațiilor FIFA 2013.

## Context
Nigeria a câștigat Cupa Africii pe Națiuni în 1980 și 1994 și a fost înfrântă în finalele din 1984, 1988, 1990 și 2000. Nigeria nu era considerată una dintre favorite înainte de începerea turneului datorită perfoemanțelor slabe ale echipei,aceasta nici nu a reușit să se califice pentru turneul final din 2012. Noul antrenor Stephen Keshi a adus la echipă jucători noi din campionatul intern (Sunday Mba și Godfrey Oboabona) și stranierii: Victor Moses, Vincent Enyeama, Emmanuel Emenike, Ideye Brown, John Obi Mikel și Uwa Elderson Echiéjilé care au jucat un rol crucial în parcursul foarte bun al echipei la acest turneu final. În primul meci au terminat la egalitate 1–1 cu Burkina Faso, nigerienii deschizând scorul prin Emenike și fiind egalați de Alain Traoré în ultimele minute de joc. În următorul meci Nigeria a realizat un egal 1–1 cu Zambia , campionii en-titre, iar în ultimul meci cu Etiopia, Nigeria a învins cu 2–0 prin golurile marcate de  Moses și a obținut locul în sferturi În sferturi „vulturii negri” i-au eliminat pe favoriți, Coasta de Fideș, câștigând cu scorul de 2–1, Emenike și Mba fiind marcatorii. În semifinale au  învins Maliul cu 4–1 (marcatorii: Echiejele, Ideye, Musa și Emenike)
Cea mai bună performanță a Burkinei Faso a avut loc la tuneul, găzduit de ei, din 1998 când au ajuns în semifinale, dar după a cel turneu a aurmat o serie de 26 de meciuri fără victorie la CAN. La tureul din 2012 nu aut recut de faza grupelor și erau aproape de o eliminare încă din preliminarii. Alain Traore a salvat echipa de o înfrângere cu Nigeria în meciul de deschidere. În al doilea meci au câștigat cu 4–0 cu Etiopia, Traore, Jonathan Pitroipa și Djakaridja Kone au înscris,, iar în ultimul meci din grupă au terminat 0–0 Zambia. Pe terenul dificil din Nelspruit, golul în sciris de Pitroipa în prelungiri a adus calificarea în semifinale în dauna Togoului. Pe același stadion, au eliminat Ghana în semifinale după loviturile de departajare, Aristide Bance și ganezul Mubarak Wakaso au înscris pentru un scor de 1–1 în timpul regulamentar, iar Burkina Faso sub conducerea antrenorului belgian Paul Put s-a calificat pentru prima dată în finală.

## Drumul către finală
| Echipa       | J | C | E | P | GM | GP | DG | Pct |
| ------------ | - | - | - | - | -- | -- | -- | --- |
| Burkina Faso | 3 | 1 | 2 | 0 | 5  | 1  | +4 | 5   |
| Nigeria      | 3 | 1 | 2 | 0 | 4  | 2  | +2 | 5   |
| Zambia       | 3 | 0 | 3 | 0 | 2  | 2  | 0  | 3   |
| Etiopia      | 3 | 0 | 1 | 2 | 1  | 7  | −6 | 1   |

| Echipa       | J | C | E | P | GM | GP | DG | Pct |
| ------------ | - | - | - | - | -- | -- | -- | --- |
| Burkina Faso | 3 | 1 | 2 | 0 | 5  | 1  | +4 | 5   |
| Nigeria      | 3 | 1 | 2 | 0 | 4  | 2  | +2 | 5   |
| Zambia       | 3 | 0 | 3 | 0 | 2  | 2  | 0  | 3   |
| Etiopia      | 3 | 0 | 1 | 2 | 1  | 7  | −6 | 1   |

## Meci
| Nigeria | 1 – 0  | Burkina Faso |
| ------- | ------ | ------------ |
| Mba 40' | Raport |              |

| Nigeria | Burkina Faso |

| NIGERIA:      |    |                        |       |     |
| P             | 1  | Vincent Enyeama (c)    |       |     |
| F             | 5  | Efe Ambrose            |       |     |
| F             | 22 | Kenneth Omeruo         | 57'   |     |
| F             | 14 | Godfrey Oboabona       |       |     |
| F             | 3  | Uwa Elderson Echiéjilé |       | 67' |
| M             | 17 | Ogenyi Onazi           | 38'   |     |
| M             | 10 | Mikel John Obi         | 57'   |     |
| M             | 19 | Sunday Mba             |       | 89' |
| M             | 11 | Victor Moses           |       |     |
| M             | 8  | Brown Ideye            | 90+2' |     |
| A             | 15 | Ikechukwu Uche         |       | 54' |
|               |    |                        |       |     |
| Înlocuiri:    |    |                        |       |     |
| A             | 7  | Ahmed Musa             |       | 54' |
| F             | 21 | Juwon Oshaniwa         | 71'   | 67' |
| F             | 2  | Joseph Yobo            |       | 89' |
| Antrenor:     |    |                        |       |     |
| Stephen Keshi |    |                        |       |     |

| BURKINA FASO: |    |                       |     |     |
| P             | 1  | Daouda Diakité        |     |     |
| F             | 5  | Mohamed Koffi         |     |     |
| F             | 4  | Bakary Koné           |     |     |
| F             | 8  | Paul Koulibaly        |     | 84' |
| F             | 12 | Saïdou Panandétiguiri |     |     |
| M             | 6  | Djakaridja Koné       |     | 90' |
| M             | 7  | Florent Rouamba       | 33' | 65' |
| M             | 22 | Prejuce Nakoulma      |     |     |
| M             | 18 | Charles Kaboré (c)    |     |     |
| M             | 11 | Jonathan Pitroipa     |     |     |
| A             | 15 | Aristide Bancé        |     |     |
| Înlocuiri:    |    |                       |     |     |
|               |    |                       |     |     |
| M             | 20 | Wilfried Sanou        |     | 65' |
| A             | 9  | Moumouni Dagano       |     | 84' |
| M             | 21 | Abdou Razack Traoré   |     | 90' |
| Antrenor:     |    |                       |     |     |
| Paul Put      |    |                       |     |     |

| Omul meciului: Mikel John Obi (Nigeria) Arbitrii asistenți: Redouane Achik (Maroc) Jean-Claude Birumushahu (Burundi) Al IV-lea oficial: Rajindraparsad Seechurn (Maurițius) |

## Reacții
Antreorul Burkinei Faso, Paul Put a declarat că echipa s-a a "arătat prea mult respect Nigeriei în prima repriză", dar "întreaga țară poate fi mândră de jucătorii ei."
Antreorul Nigeriei, Stephen Keshi a declarat că "Victoria este pentru țara sa". În perspectiva Cupa Confederațiiilor FIFA 2013 el a declarat că  "pentru Nigeria este o onoare să reprezinte Africa în Brazilia." În urma victoriei Keshi a devenit a doua persoană, după Mahmoud El-Gohary, ce a câștigat Cupa atât ca jucător cât și ca antrenor.

## Legături externe
- Siteul oficial
- Siteul CAF